# Kyle Newman
Pour les articles homonymes, voir Newman.
Kyle Newman est un réalisateur, scénariste et producteur américain, né le 16 mars 1976 à Morristown, aux États-Unis. Il est un réalisateur des films d'horreur, thriller, slasher et du fantastique, inspiré par les films de Wes Craven.

## Filmographie
- 2004 : The Hollow
- 2009 : Fanboys
- 2015 : Secret Agency (Barely Lethal)